# Xã Stanton, Quận Antelope, Nebraska
Xã Stanton (tiếng Anh: Stanton Township) là một xã thuộc quận Antelope, tiểu bang Nebraska, Hoa Kỳ. Năm 2010, dân số của xã này là 68 người.